# Gnàtids
Els gnàtids (Gnathiidae) són una família de crustacis isòpodes. Apareixen en un ampli ventall de profunditats, des de la zona litoral fins a l'oceà profund. Els adults estan associats amb les esponges i poden no alimentar-se. La forma juvenil es coneix amb el nom de larva «praniza» i és un paràsit temporal de peixos marins.
La taxonomia de la família es basa en característiques masculines, de manera que les femelles i les larves no es poden identificar de manera fiable.

## Gèneres
La família conté 182 espècies, dividides entre els següents gèneres:
- Afrignathia Hadfield & Smit, 2008
- Bathygnathia Dollfus, 1901
- Bythognathia Camp, 1988
- Caecognathia Dollfus, 1901
- Elaphognathia Monod, 1926
- Euneognathia Stebbing, 1893
- Gibbagnathia Cohen & Poore, 1994
- Gnathia Leach, 1814
- Monodgnathia Cohen & Poore, 1994
- Paragnathia Omer-Cooper & Omer-Cooper, 1916
- Tenerognathia Tanaka, 2005
- Thaumastognathia Monod, 1926